# Jack & Jack
Jack & Jack è un duo pop-rap statunitense proveniente da Omaha, Nebraska, costituito da Jack Johnson e Jack Gilinsky, che ora risiedono a Los Angeles, California. Hanno frequentato entrambi l'Omaha Westside High School. Dopo il successo ottenuto per via dell'app Vine, il duo comincia una carriera musicale; Wild Life, pubblicato nel 2014, è il loro singolo più noto, che ha debuttato secondo su iTunes e al numero 87 sulla US Billboard Hot 100.

## Carriera

### 2013-14: il successo con Vine
I Jack & Jack hanno iniziato con la pubblicazione di video comici che durano 6 secondi usando l'app Vine durante l'estate del 2013. Johnson aveva iniziato postando i primi clip sotto il suo nome nel luglio 2013, poi si è aggiunto anche Gilinsky creando così un conto in comune ora in crescita, chiamato Jack & Jack. Il duo ha raggiunto i 25.000 seguaci in un breve periodo di tempo. I loro vine consistevano in 6 secondi di canzoni preesistenti, piccoli balletti in macchina, pezzi di canzoni (cover), brevi clip comici imitando ragazze in parrucche, e altro ancora. A partire dal febbraio 2015 hanno accumulato oltre 5 milioni di seguaci sul proprio account condiviso, e sono al numero 18 nella classifica mondiale come miglior viner.
I Jack & Jack hanno inoltre pubblicato due giochi mobile app attraverso la partnership con Omaha a base di società di telefonia mobile giochi SkyVu Inc.. Il loro primo gioco, Let It Goat, finito nella top ten su App Store di iTunes poco dopo la sua uscita, con oltre un milione di download nel primo mese ed è stato riconosciuto da ABC News come quello che potrebbe essere il gioco per cellulare più coinvolgente, in quanto "Flappy Bird". Il successo di questo gioco ha incoraggiato ulteriormente i Jack & Jack a sviluppare Jack & Jack Vines Puzzle game, un gioco per cellulare basato soprattutto sul duo, sempre in collaborazione con SkyVu, pubblicato a dicembre 2014.

### 2014: La musica come l'obiettivo principale
Le attività musicali dei Jack & Jack cominciarono quando il duo incontrò Turner e Travis Eakins, due studenti del secondo anno, nel 2013. Grazie a questa partnership, i Jack & Jack registrarono le loro prime canzoni co-scritte (compresa Indoor Recess, il loro primo singolo distribuito non ufficialmente) in uno studio improvvisato, con un supporto strumentale realizzato dai fratelli Eakins. Questo ha permesso loro di produrre musica da miscelare e rildiffondere su iTunes.
La loro prima canzone originale, Distance, è stata pubblicata nel gennaio 2014, piazzandosi al numero 7 su iTunes USA genere Hip Hop. A partire dal febbraio 2015, i Jack & Jack hanno auto-pubblicato 11 singoli con l'intenzione di un debutto di figurare un album, tra cui collaborazioni con artisti come Emblem3, Skate, Sammy Wilkinson, Shawn Mendes, Steve Aoki, e non solo. Attualmente stanno lavorando con i produttori e cantautori Max Martin e Savan Kotecha.
Entrambi suonano strumenti e scrivono la propria musica, e condividono interessi attraverso generi tra cui reggae, R&B, pop e hip hop che influenzano le loro canzoni. A partire dal febbraio 2015, hanno venduto 1.000.000 di singoli su iTunes. Hanno anche fatto l'elenco canzoni delle Top Billboard Digital con Doing It Right, Tides, Cold Hearted, Like That (feat. Skate), Right Where You Are e Wild Life. Il loro singolo Like That ha superato le classifiche di Billboard, poco dopo l'uscita del loro video musicale ufficiale, in cui i Jack & Jack hanno reso omaggio ai Beatles iconicamente. A partire da maggio 2015 hanno pubblicato 5 video musicali. Attualmente risiedono a Los Angeles.
I Jack & Jack collaborano per fare una campagna con più marchi tra cui Kohl Mudd Style, Sour Patch Kids, Dell e Pizza Hut.
Il 24 luglio 2015, i Jack & Jack hanno distribuito in modo indipendente un debutto esteso (EP) Calibraska al mercato digitale tramite il distributore DistroKid, fondata da Philip J. Kaplan. L'EP ha raggiunto il numero 1 nelle classifiche degli album di iTunes US poche ore dalla sua diffusione.

## Tour e spettacoli

### Digitour (2014)
Nel giugno del 2014, dopo il loro diploma alla Omaha Westside High School, il duo ha riconosciuto la possibilità di monetizzare la loro situazione e si diresse a Los Angeles per lavorare sul loro tour da headliner, coordinato dal DigiTour. Il tour ha toccato 18 città, tra cui quattro degli Stati Uniti, e consisteva in balli, interazioni con i fan e scenette comiche. Durante questo tour, i Jack & Jack hanno anche fatto una performance come headliner ai Teen Choice Awards, dove sono stati nominati per il premio come migliori viner.
Al momento della conclusione del tour, a metà settembre 2014, un lungometraggio che documenta il tour dei Jack & Jack da headliner è stato commercializzato per la vendita on-line da DigiTour Media nel mese di dicembre 2014, che fornisce agli appassionati un assaggio alle dietro le quinte del loro roadshow.
Prima del loro tour da headliner, i Jack & Jack andavano in tour assieme ad altri artisti provenienti dai social media, tra cui Nash Grier, Cameron Dallas, Shawn Mendes e molti altri nel 2013.

### Guest performance
I Jack & Jack collaborarono con il provider di telecomunicazioni Verizon e si esibirono al Verizon Michigan Avenue Destination Store Grand Opening (novembre 2014) e al Bayou Music Center con un pubblico di 1.500 persone, come parte del Verizon Michigan Avenue Destination Store Grand Opening (gennaio 2015).
Il 27 febbraio 2015, i Jack & Jack hanno fatto la loro prima apparizione televisiva su ABC, in The View, come parte della rubrica Vine su The View su richiesta di Ryan Seacrest per parlare di fama, bullismo e della loro carriera di comici. I Jack & Jack hanno inoltre eseguito il loro singolo Tides davanti al pubblico dal vivo.
Il 21 marzo 2015, i Jack & Jack hanno fatto il loro debutto internazionale con la performance al Wembley Arena a Londra come gruppo spalla dei The Janoskians all'unico evento live da tutto esaurito JanoFest.
Il 9 maggio 2015, i Jack & Jack hanno eseguito al VITY Concert Experience, ad Hollywood, con altri ospiti speciali come Tyga e Kid Ink. Durante questo evento hanno anche confermato ufficialmente il loro tour estivo del 2015.

### Summer Tour 2015
Il Summer Tour del 2015 dei Jack & Jack consiste di più spettacoli indipendenti in diverse località, che hanno avuto inizio a maggio, a Chicago, con due concerti in due giorni consecutivi.
Hanno rinnovato il loro contratto in tour con DigiTour da giugno, aprendo lo spettacolo in otto eventi negli Stati Uniti insieme ad altre star, tra cui Demi Lovato e Trevor Moran.

## Discografia

### EP
| Titolo     | Canzoni                                        | Dettagli dell'album              | vendite                                                                          |
| ---------- | ---------------------------------------------- | -------------------------------- | -------------------------------------------------------------------------------- |
| Calibraska | California Shallow Love How We Livin Wrong One | Pubblicato il 24 luglio del 2015 | - Stati Uniti: 22.000 - Internazionale: 30.000 - (in prima settimana di vendita) |

### Singoli

#### Come artista principale
| Titolo                    | Anno |
| ------------------------- | ---- |
| Indoor Recess             | 2013 |
| Distance                  | 2014 |
| Paradise (Never Change)   | 2014 |
| Doing It Right            | 2014 |
| Wild Life                 | 2015 |
| Tides                     | 2014 |
| Like That (ft. Skate)     | 2015 |
| Cheat Codes (ft. Emblem3) | 2014 |
| Flights                   | 2014 |
| I'm In                    | 2014 |
| Right Where You Are       | 2014 |
| Groove                    | 2014 |
| Cold Hearted              | 2014 |
| All Weekend Long          | 2016 |
| No one compares to you    | 2018 |

### Collaborazioni
| Titolo                                                     | Anno |
| ---------------------------------------------------------- | ---- |
| Bucket List (Wesley Stromberg featuring Jack and Jack)     | 2014 |
| Party of the Year (DJ Rupp featuring Jack and Jack)        | 2015 |
| Firecracker (Dyllan Murray featuring Jack and Jack & Tyga) | 2015 |
| Roll 'em Up (Alli Simpson featuring jack and Jack)         | 2015 |
| All For Love (Madison Beer featuring Jack & Jack)          | 2015 |
| 808 (Kalin and Myles featuring Jack & Jack)                | 2015 |
| Jamaica (Skate featuring Jack J)                           | 2015 |
| I'm In Love (Skate featuring Jack & Jack)                  | 2015 |
| Empire (Sweet California featuring Jack & Jack)            | 2016 |
| Throw Signs (Sammy Wilk featuring Jack & Jack)             | 2016 |
| Rise (Jonas Blue featuring Jack & Jack)                    | 2018 |
| Beg (Olivia O'Brien featuring Jack & Jack)                 | 2018 |

### Video Musicali
| Titolo                 | Anno | Regista              | Dettagli                              |
| ---------------------- | ---- | -------------------- | ------------------------------------- |
| Doin it Right          | 2014 | Dylan Adams          |                                       |
| Tides                  | 2014 | Andre LaDon          |                                       |
| Wild Life              | 2014 | Niklaus Lange        |                                       |
| Like That              | 2015 | Andre LaDon          |                                       |
| Groove                 | 2015 | Andre LaDon          |                                       |
| California             | 2015 | Raúl Fernández       | Realizzato in collaborazione con Dell |
| How We Livin           | 2016 | Andre LaDon          |                                       |
| All Weekend Long       | 2016 | The Young Astronauts |                                       |
| No one compares to you | 2018 |                      |                                       |
| Beg                    | 2018 |                      |                                       |
| Day Dreaming           | 2019 |                      |                                       |
| Barcelona              | 2019 |                      |                                       |

## Filmografia
| Titolo                   | Anno | Ruolo       | Dettagli                    |
| ------------------------ | ---- | ----------- | --------------------------- |
| Jack and Jack: The Movie | 2014 | Loro stessi | A DigiTour Media Production |

## Riconoscimenti
| Premio             | Categoria               | Risultato | Anno |
| ------------------ | ----------------------- | --------- | ---- |
| Teen Choice Award  | Viners                  | Nominato  | 2014 |
| MTV Woodie Award   | Social Climber          | Vinto     | 2015 |
| Teen Choice Awards | Web Star.Musicale       | Nominato  | 2015 |
| Streamy Awards     | Entertainer of the Year | Nominato  | 2015 |